# Abandoned Stories
Abandoned Stories – pierwszy minialbum Fismolla z pięcioma piosenkami, w tym z pierwszy raz zaśpiewaną w języku polskim. Utwory zarejestrowano podczas sesji do obu płyt długogrających artysty, a dokończono ich produkcję w listopadzie 2015. Na single promocyjne wybrano piosenki "Jaśnienie" i "Skin".

## Lista utworów
| I.   | "April Sun"            | 5:21  |
|      |                        |       |
| II.  | "Skin"                 | 4:47  |
|      |                        |       |
| III. | "Forget What She Said" | 4:46  |
|      |                        |       |
| IV.  | "Jaśnienie"            | 3:51  |
|      |                        |       |
| V.   | "Herbs Overblown"      | 4:40  |
|      |                        |       |
|      |                        | 23:25 |
|      |                        |       |